# 레가강

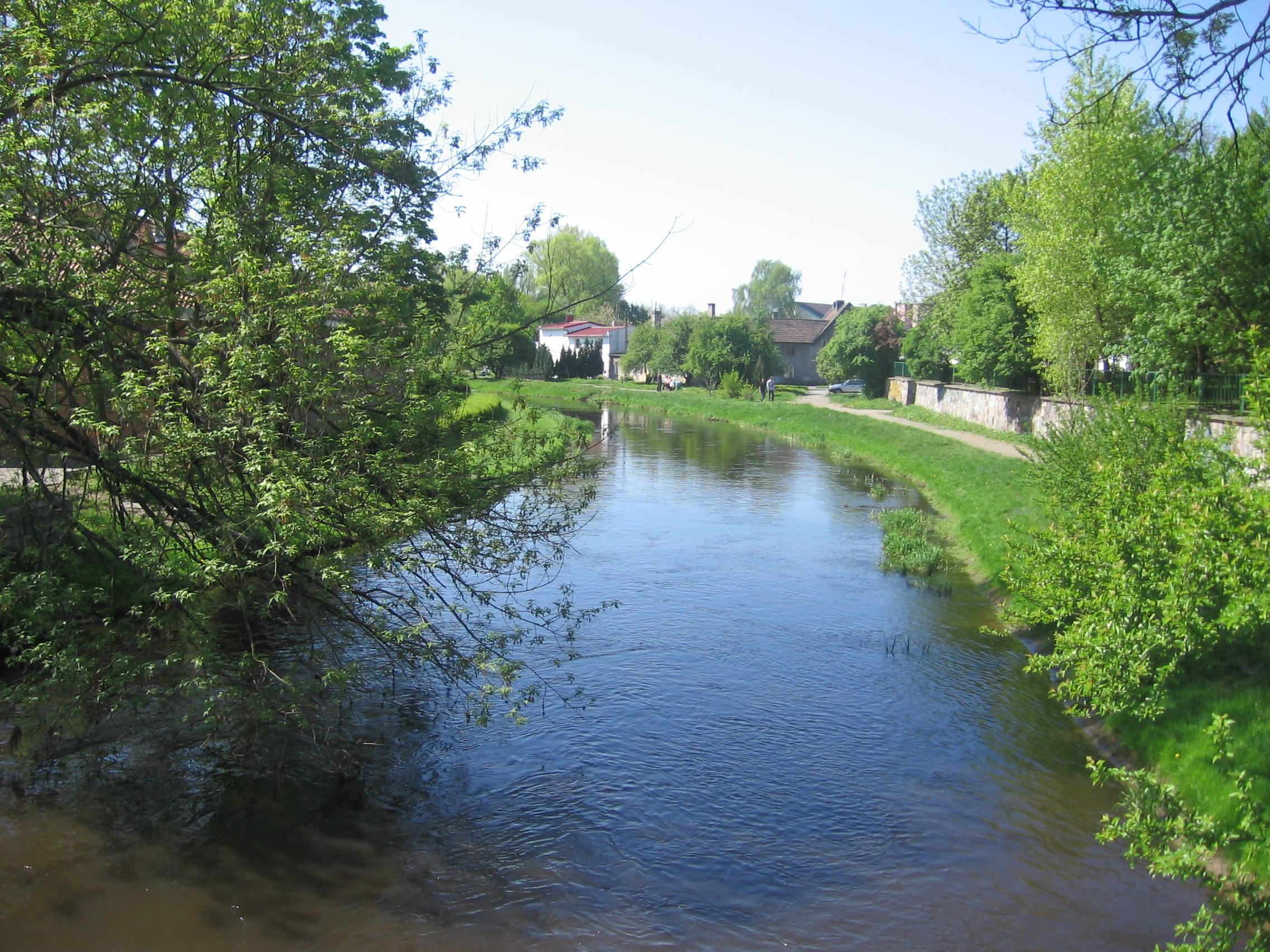
레가강

레가강(폴란드어: Rega)은 폴란드 북서부의 강으로, 발트해로 흐른다. 길이는 188km, 유역 면적은 2,767 km2다.